# Cheek to Cheek (brano musicale)
Cheek to Cheek è una canzone scritta da Irving Berlin nel 1935 per il film di Fred Astaire e Ginger Rogers, Cappello a Cilindro (1935). Nel film, Astaire canta la canzone a Rogers mentre ballano. La canzone ricevette la nomination agli Oscar alla migliore canzone nel 1936, anno in cui vinse "Lullaby of Broadway ". La canzone rimase per cinque settimane nella prima posizione della Your Hit Parade ed è considerata come la canzone n°1 del 1935. La registrazione della canzone di Astaire del 1935 con la Leo Reisman Orchestra fu introdotta nella Grammy Hall of Fame nel 2000. Nel 2004, la canzone finì al n°15 nel sondaggio AFI's 100 Years... 100 Songs sui migliori brani del cinema americano. Una sequenza del film "Top Hat" con Fred Astaire che canta la canzone mentre balla appare anche nel film del 1995, vincitore del premio oscar, Il Paziente Inglese e nel film Il Miglio Verde del 1999. La canzone è stata utilizzata anche nel film La rosa purpurea del Cairo del 1985 e nel film d'animazione del 2017 Baby Boss.

## Versioni della canzone
- Fred Astaire - 1935, raggiunse il primo posto in classifica[2]
- Guy Lombardo,  raggiunse il secondo posto in classifica nel 1935
- The Boswell Sisters, entrata in classifica nel 1935[5]
- Louis Armstrong ed Ella Fitzgerald, nell'album Ella and Louis (1956)
- Doris Day, nell'album Hooray for Hollywood (1958)
- Billie Holiday, nell'album All or Nothing at All (1958)
- Shirley Jones e Jack Cassidy, nell'album With Love from Hollywood (1959)
- Frank Sinatra, nell'album Come Dance with Me! (1959)
- Alex Harvey, nell'album Penthouse Tapes (1976)
- Rod Stewart, nell'album Fly Me to the Moon... The Great American Songbook Volume V (2012)
- Todd Gordon e Horse McDonald registrarono la canzone con la big band della Royal Air Force Squadronaires per l'album, Helping the Heroes (2012)
- Tony Bennett e Lady Gaga nell'album Cheek to Cheek (2014)